# Mjugsjön
Mjugsjön är en sjö i Söderhamns kommun i Hälsingland och ingår i Norralaåns huvudavrinningsområde. Sjön har en area på 0,0861 kvadratkilometer och ligger 90 meter över havet.

## Delavrinningsområde
Mjugsjön ingår i det delavrinningsområde (680503-155405) som SMHI kallar för Utloppet av Vis-Storsjön. Medelhöjden är 110 meter över havet och ytan är 5,7 kvadratkilometer. Räknas de 6 avrinningsområdena uppströms in blir den ackumulerade arean 48,62 kvadratkilometer. Flysån som avvattnar avrinningsområdet har biflödesordning 2, vilket innebär att vattnet flödar genom totalt 2 vattendrag innan det når havet efter 19 kilometer. Avrinningsområdet består mestadels av skog (77 procent). Avrinningsområdet har 0,86 kvadratkilometer vattenytor vilket ger det en sjöprocent på 15 procent.